# Едді Мерфі
Едвард Ріґан Мерфі (англ. Edward Regan Murphy; нар. 3 квітня 1961, Бруклін, Нью-Йорк, США), відомий як Едді Мерфі (англ. Eddie Murphy) — американський актор, режисер, продюсер і співак. Шостий актор за касовим збором в історії. З 1980 по 1984 роки брав участь у популярній передачі Saturday Night Live.

## Біографія

### Дитинство
Народився на околиці Бушвіка у Брукліні, Нью-Йорк. Його мати, Ліліан, була телефонною операторкою, а батько — Чарльз Едвард Мерфі — офіцером поліції, а також актором-аматором. Приблизно у віці 15 років Едді почав писати й виконувати свої власні номери, створені під відчутним впливом Білла Косбі та Річарда Прайора.

### Кар'єра

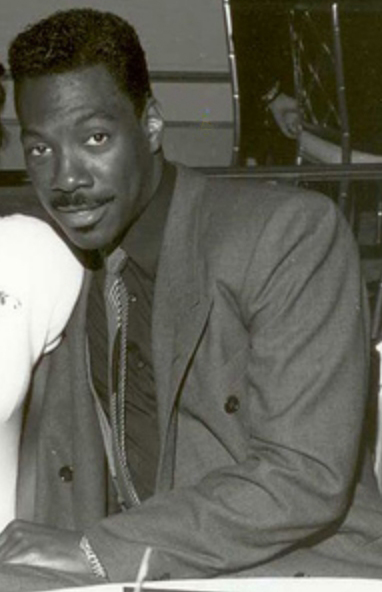
Едді Мерфі у 1988 році

Починав виступати в Bay Area Comedy Club. Його перші комедійні номери були шаржами на різні прошарки суспільства (зокрема афро- та італоамериканців, людей із надмірною вагою, гомосексуалів).
Як актор Мерфі вперше став популярним у передачі Saturday Night Live, його участь посприяла зростанню рейтингів програми після спаду початку 1980-х.
1982 року відбувся великий дебют Мерфі в кіно — у фільмі 48 годин. Наступного року Едді знявся у стрічці Помінятися місцями. Фільм поклав початок тривалій співпраці з режисером Джоном Лендісом. 1984 року Едді зіграв у бойовику Поліцейський з Беверлі-Гіллз. Цей фільм став першою кінострічкою, в якій Мерфі був єдиним головним героєм. Раніше проби на ту саму роль проходив Сильвестр Сталлоне.
1986 року Мерфі знявся у ще одній комедії — Золота дитина. Едді знову був не основним кандидатом на роль: спочатку планувалося, що у фільмі зіграє Мел Ґібсон, але він відмовився.
Мерфі також співак і музикант. Як сольний виконавець він випустив два сингли — «Party All Time» і «Put Your Mouth on Me» у середині 1980-х років, але 2004 року телеканал VH1 і журнал Blender визнали пісню «Party All The Time» 7-ю у числі «50-ти найгірших пісень усіх часів».
З 1989 до середини 1990-х років рейтинг Мерфі суттєво впав і почав відновлюватися лише з 1996 року, після того, як актор зіграв у таких фільмах, як Божевільний професор, Мулан, Доктор Дуліттл, продовженням, Шрек тощо.
2006 року Едді знявся у фільмі за мотивами бродвейського мюзиклу «Дівчата мрії», за який Мерфі отримав «Золотий глобус» за найкращу чоловічу роль другого плану, премію гільдії акторів, а також 23 січня 2007 був номінований на «Оскар» за найкращу чоловічу роль у цьому фільмі.

### Приватне життя
Мерфі був одружений із Ніколь Мітчелл. 1988 року він познайомився з нею на NAACP Awards, 18 березня 1993 року вони взяли шлюб у Великій бальній залі Plaza Hotel у Нью-Йорку. У серпні 2005 Мітчелл подала на розлучення, посилаючись на «непереборні розбіжності». Розлучення було оформлене 17 квітня 2006.
Мерфі почав зустрічатися з Мелані Браун із гурту Spice Girls. Незабаром Мелані завагітніла і заявила, що дитина від Едді. Відповідаючи на питання про цю вагітність, у грудні 2006 року Мерфі сказав: «Я не знаю, чия це дитина, поки не зроблено тести. Ви не маєте поспішати з висновками, сер.» Браун народила дівчинку, Енжел Айріс Мерфі у 46-й день народження Мерфі, 3 квітня 2007. 22 червня 2007 року представники Браун оголосили, що ДНК-тест підтвердив батьківство Едді. Ця дочка стала для Мерфі восьмою дитиною. У нього ще чотири інші дочки — Брія (нар. 18 листопада 1989), Шейн Одра (нар. 10 жовтня 1994), Золя Айві (нар. 24 грудня 1999) і Белла Захра (нар. 29 січня 2002), а також сини Майлз Мітчелл (нар. 7 листопада 1992) від попереднього шлюбу з Ніколь Мітчелл і двоє синів (Ерік (нар. 10 липня 1989) і Крістіан (нар. 29 листопада 1990) від двох інших колишніх дружин.
1 січня 2008 Едді заручився на острові Бора-Бора з кінопродюсеркою Трейсі Едмондс, колишньою дружиною співака Babyface. Але вже 16 січня 2008 року було оголошено, що вони вирішили скасувати весілля та залишитися друзями. Окрім того, Мерфі мав романтичні стосунки з актрисою американського кіно й телебачення Маєю Ґілберт.
2012 року Мерфі почав зустрічатися з моделлю Пейдж Батчер. 3 березня 2016 року у них народилася донька Іззі Уна. Після того, як у серпні 2018 стало відомо про те, що вони чекають на ще одну дитину, у вересні цього ж року пара заручилася.  30 листопада 2018 року у подружжя народився хлопчик Макс Чарльз.

## Благодійна діяльність
Мерфі жертвував гроші на Фонд боротьби зі СНІДом та раком, а також допомагав доброчинним організаціям, що опікуються питаннями освіти, творчості, сім'ї, охорони здоров'я і безпритульними людьми.

## Фільмографія

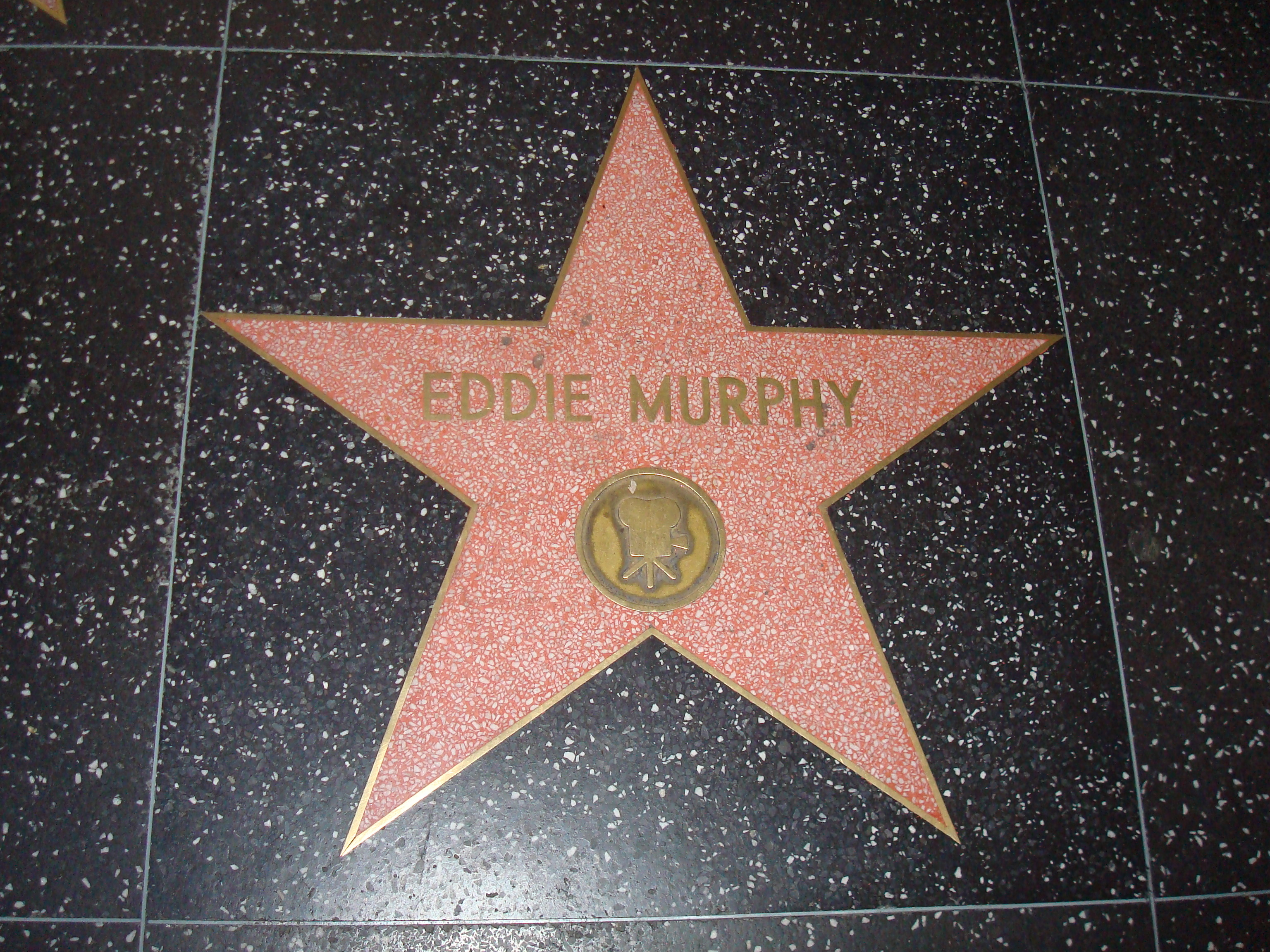
Зірка Едді_Мерфі на Алеї слави

| Год       | Українська назва                         | Оригінальна назва              | Роль                                                  |
| --------- | ---------------------------------------- | ------------------------------ | ----------------------------------------------------- |
| 1980—1984 | Суботнього вечора у прямому ефірі        | Saturday Night Live            | Камео                                                 |
| 1982      | Сорок вісім годин                        | 48 Hrs.                        | Реджі Хеммонд                                         |
| 1983      | Помінятись місцями                       | Trading Places                 | Біллі Рей Валентайн                                   |
| 1983      | Едді Мерфі: У маренні                    | Eddie Murphy Delirious         | Камео                                                 |
| 1984      | Найкращий спосіб захисту                 | Best Defense                   | Лейтенант Т. М. Лендрі                                |
| 1984      | Поліцейський з Беверлі-Хіллз             | Beverly Hills Cop              | Детектив Аксель Фоулі                                 |
| 1986      | Золота дитина                            | The Golden Child               | Чендлер Джерелл                                       |
| 1987      | Поліцейський із Беверлі-Гіллз 2          | Beverly Hills Cop II           | Детектив Аксель Фоулі                                 |
| 1987      | Едді Мерфі «Як є»                        | Eddie Murphy Raw               | Камео                                                 |
| 1988      | Поїздка до Америки                       | Coming to America              | принц Акім Джоффер / Кларенс / Ренді Вотсон / Саул    |
| 1989      | Що дивиться Алан?                        | What’s Alan Watching?          | протестуючий / Джеймс Браун                           |
| 1989      | Ночі Гарлема                             | Harlem Nights                  | Вернест «Шустрик» Браун                               |
| 1990      | 48 годин                                 | Another 48 Hrs.                | Реджі Хеммонд                                         |
| 1992      | Бумеранг                                 | Boomerang                      | Маркус Грэм                                           |
| 1992      | Високоповажний джентльмен                | The Distinguished Gentleman    | Томас Джефферсон Джонсон                              |
| 1994      | Поліцейський із Беверлі-Гіллз 3          | Beverly Hills Cop III          | детектив Аксель Фоули                                 |
| 1995      | Вампір з Брукліна                        | Vampire in Brooklyn            | Максимілліан / проповідник Полі / Гвідо               |
| 1996      | Божевільний професор                     | The Nutty Professor            | Шерман Кламп / Бадди Лав / сім'я Кламп / Ленс Перкінс |
| 1997      | Міська поліція                           | Metro                          | Інспектор Скотт Ропер                                 |
| 1998      | Мулан                                    | Mulan                          | дракончик Мушу                                        |
| 1998      | Доктор Дуліттл                           | Doctor Dolittle                | доктор Джон Дуліттл                                   |
| 1998      | Святоша                                  | Holy Man                       | Джи                                                   |
| 1999—2001 | Піжама                                   | The PJs                        | Тергуд Стаббс                                         |
| 1999      | Життя                                    | Life                           | Рей Гібсон                                            |
| 1999      | Кльовий хлопець                          | Bowfinger                      | Кіт Ремси / Джефферсон Ремси                          |
| 2000      | Божевільний професор 2: Сім'я Клампів    | Nutty Professor II: The Klumps | Шерман Кламп / Бадди Лав / сім'я Кламп / Ленс Перкинc |
| 2001      | Шрек                                     | Shrek                          | Осел                                                  |
| 2001      | Доктор Дуліттл 2                         | Dr. Dolittle 2                 | доктор Джон Дуліттл                                   |
| 2002      | Шоу починається                          | Showtime                       | офіцер Трей Селлерс                                   |
| 2002      | Пригоди Плуто Неша                       | The Adventures of Pluto Nash   | Плуто Неш / Рекс Крейтор                              |
| 2002      | Обдурити всіх                            | I Spy                          | Келлі Робінсон                                        |
| 2003      | Черговий тато                            | Daddy Day Care                 | Чарлі Хінтон                                          |
| 2003      | Будинок із приколами                     | The Haunted Mansion            | Джим Еверс                                            |
| 2004      | Шрек 2                                   | Shrek 2                        | Осел                                                  |
| 2006      | Дівчата мрії                             | Dreamgirls                     | Джеймс «Гром» Ерлі                                    |
| 2007      | Норбіт                                   | Norbit                         | Норбіт / Роспутія / містер Вонг                       |
| 2007      | Шрек Третій                              | Shrek the Third                | Осел                                                  |
| 2008      | Знайомтесь: Дейв                         | Meet Dave                      | Дейв / Капитан                                        |
| 2009      | Уяви собі                                | Imagine That                   | Еван Деніельсон                                       |
| 2010      | Шрек назавжди                            | Shrek Forever After            | Осел                                                  |
| 2011      | Як обікрасти хмарочос                    | Tower Heist                    | Дарнелл «Слайд» Девіс                                 |
| 2012      | Тисяча слів                              | A Thousand Words               | Джек Макколл                                          |
| 2016      | Кухар                                    | Mr. Church                     | Генрі Джозеф Чьорч                                    |
| 2019      | Моє ім'я Долемайт                        | Dolemite Is My Name            | Руді Рей Мур                                          |
| 2021      | Поїздка до Америки 2                     | Coming 2 America               | принц Акім Джоффер / Кларенс / Ренді Уотсон / Саул    |
| 2023      | Ваші і наші                              | You People                     | Акбар Мухаммед                                        |
| 2023      | Цукерковий провулок                      | Candy Cane Lane                | Кріс Карвер                                           |
| 2024      | Поліцейський із Беверлі-Гіллз: Аксель Ф. | Beverly Hills: Axel Foley      | детектив Аксель Фоулі                                 |

## Дискографія

### Альбоми
| Студійні альбоми | Студійні альбоми | Студійні альбоми | Студійні альбоми |
| Рік              | Назва            | Вміст            |                  |
| ---------------- | ---------------- | ---------------- | ---------------- |
| 1982             | Eddie Murphy     | Гумор #52        |                  |
| 1983             | Comedian         | Гумор #35        |                  |
| 1985             | How Could It Be  | Музика #26       |                  |
| 1989             | So Happy         | Музика #70       |                  |
| 1993             | Love's Alright   | Музика           |                  |

| Альбом | Альбом               | Альбом | Альбом |
| Рік    | Назва                | Вміст  |        |
| ------ | -------------------- | ------ | ------ |
| 1997   | Greatest Comedy Hits | Гумор  |        |
| 1998   | All I Fuckin' Know   | Гумор  |        |

| Саундтреки | Саундтреки                   | Саундтреки       | Саундтреки |
| Рік        | Назва                        | Вміст            |            |
| ---------- | ---------------------------- | ---------------- | ---------- |
| 1986       | Поліцейський з Беверлі Гіллз |                  |            |
| 2006       | Дівчата мрії                 | З Бейонсе та ін. |            |

### Сингли
| Рік  | Пісня                                       | Лейбл    | Вміст         |
| ---- | ------------------------------------------- | -------- | ------------- |
| 1982 | «Boogie in Your Butt/No More Tears»         | Columbia | Comedy/Музика |
| 1985 | «Party All the Time»                        | Columbia | Музика #87    |
| 1985 | «How Could It Be» (featuring Crystal Blake) | Columbia | Музика        |
| 1989 | «Put Your Mouth on Me»                      | Columbia | Музика #27    |
| 1989 | «Til the Money's Gone»                      | Columbia | Музика        |
| 1993 | «I Was a King»                              | Motown   | Музика #64    |
| 1993 | «Whatzupwitu» (Майкл Джексон)               | Motown   | Музика        |
| 1993 | «Desdemona»                                 | Motown   | Музика        |